# Emil Caras
Emil Caras (n. 21 decembrie 1967) este un antrenor de fotbal și fost fotbalist din Republica Moldova. În prezent el activează ca antrenor secund la clubul Al-Arabi din Qatar. El și-a făcut debutul profesionist în Prima Ligă Sovietică în 1985 la echipa FC Zaria Bălți.
El este nepotul antrenorului selecționatei Moldovei, Ion Caras.

## Palmares

### Ca jucător
Zimbru Chișinău
- Divizia Națională (1): 1996.

Vice-campion (2): 1995, 1997.